# Roger Martine
Pour les articles homonymes, voir Martine.
Pas d'image ? Cliquez ici

a Compétitions nationales et continentales officielles uniquement.

b Matchs officiels uniquement.
Roger Martine, né le 3 janvier 1930 à Bellocq et mort le 3 mars 2005 à Lourdes, est un joueur de rugby français qui évolue au poste de trois-quart centre.

## Biographie
Il forme avec Maurice Prat, son partenaire en club et en équipe de France, une paire de centres talentueuse et précurseur du jeu de ligne moderne qui est ensuite magnifié par André et Guy Boniface, leurs successeurs les plus immédiats. Il y a ensuite les paires Trillo-Maso, Sella-Codorniou et plus récemment Jauzion-Fritz.
Martine a développé ses compétences de rugbyman lorsqu'il était élève à l'École Supérieure d'Orthez, où il a été formé aux Hirondelles Orthez. Après son retour à Puyoô, il a rejoint l'US Puyoô avant de signer avec le FC Lourdes.
Joueur du FC Lourdes avec lequel il est six fois champion de France (1952, 1953, 1956 (ne joue pas la finale), 1957, 1958 et 1960 - finaliste 1955) et vainqueur du challenge Yves du Manoir en 1953, 1954 et 1956. Roger Martine honore également 25 sélections en équipe de France de rugby à XV entre 1952 et 1961. Bichon est le premier joueur français (avec Lucien Mias) à s'imposer au moins une fois face à toutes les équipes nationales de l'IRB (1958). En 1954 il fait partie de l'équipe qui bat les All Blacks pour la première fois de l'histoire sur un essai de Jean Prat, 3 à 0,. Il fait aussi partie de la tournée en Afrique du Sud en 1958 avec Lucien Mias pour capitaine, c'est Roger Martine qui marque le drop qui scelle le score final du dernier test-match le 16 août à l'Ellis Park, 9 à 5. Grâce à cette victoire l'équipe de France entre définitivement dans la cour des grands.
Après sa carrière de joueur, Roger Martine devient entraîneur. Avec le FC Lourdes, il enlève un titre de champion de France (1968) et deux challenges Yves du Manoir (1966 et 1967). En 1969, Henri Domec le remplace dans ses fonctions d'entraîneur.

## Carrière de joueur

### En club
- FC Lourdes. Il termine sa carrière au Lyon OU qui était alors en première division en compagnie d'ailleurs d'un autre Lourdais, Massebœuf (2e ligne).

### En équipe de France
- Roger Martine connaît sa première sélection le 12 janvier 1952 contre l'Écosse[9],[10].

## Palmarès

### En club (avec leFC Lourdes)
- Championnat de France de première division :
  - Champion (6) : 1952, 1953, 1956, 1957, 1958 et 1960.
  - Vice-champion (1) : 1955.
- Coupe de France :
  - Vainqueur (2) : 1950 et 1951.
- Challenge Yves du Manoir :
  - Vainqueur (2) : 1953 et 1954.

### En équipe nationale
Roger Martine a remporté quatre Tournois en 1954, 1955, 1960 et 1961. Il termine troisième à une reprise et seulement une fois au-delà de la troisième place.
| Édition           | Rang | Résultats de la France | Résultats de Martine | Matches de Martine |
| ----------------- | ---- | ---------------------- | -------------------- | ------------------ |
| Cinq Nations 1952 | 4    | 1 v, 0 n, 3 d          | 1 v, 0 n, 1 d        | 2/4                |
| Cinq Nations 1954 | 1    | 3 v, 0 n, 1 d          | 3 v, 0 n, 1 d        | 4/4                |
| Cinq Nations 1955 | 1    | 3 v, 0 n, 1 d          | 2 v, 0 n, 1 d        | 3/4                |
| Cinq Nations 1958 | 3    | 2 v, 0 n, 2 d          | 2 v, 0 n, 0 d        | 2/4                |
| Cinq Nations 1960 | 1    | 3 v, 1 n, 0 d          | 1 v, 1 n, 0 d        | 2/4                |
| Cinq Nations 1961 | 1    | 3 v, 1 n, 0 d          | 1 v, 0 n, 0 d        | 1/4                |

Légende : v = victoire ; n = match nul ; d = défaite ; la ligne est en gras quand il y a Grand chelem.

## Statistiques en équipe nationale
De 1952 à 1961, Roger Martine dispute 25 matchs avec l'équipe de France au cours desquels il marque 1 essai et 1 drop (6 points). Il participe notamment à six Tournois des Cinq nations de 1952 à 1961, remportant les éditions de 1954, 1955, 1960 et 1961. Il dispute 14 rencontres, inscrit un essai, pour un bilan de dix victoires, trois défaites et un nul.
Il participe à la tournée  de 1958 en Afrique du Sud, jouant lors des deux tests face aux Springboks, et inscrivant le drop victorieux lors du deuxième test.
Il remporte à deux reprises la coupe d'Europe FIRA de rugby à XV, en 1952 et 1954.
Roger Martine débute en équipe nationale à 22 ans le 12 janvier 1952. Il joue irrégulièrement aux postes de centre et de demi d'ouverture jusqu'à l'année 1961, disputant 25 matchs en 10 saisons. Il est même une fois sélectionné au poste d'arrière.

## Carrière d'entraîneur
- FC Lourdes

## Palmarès d'entraîneur
- Champion de France en 1968.
- 2 fois vainqueur du challenge Yves du Manoir en 1966 et 1967.